# 矢作昌生
矢作 昌生（やはぎ まさお、1966年12月 - ）は、日本の建築家。九州産業大学教授。専門は建築史、意匠、都市計画、建築計画。

## 経歴
東京都生まれ。1989年、日本大学理工学部海洋建築工学科卒業。1989年、設計組織ADH勤務。1994年、COR-TEX / Neil M. Denari Architects 勤務。1996年、南カリフォルニア建築大学（SCI-Arc）大学院修士課程修了。1997年、矢作昌生建築設計事務所設立。西日本工業大学、日本大学、九州工業大学、韓国の東亜大学校などで教鞭を執った。2006年、JCI委員会（国際交流委員会）幹事。2017年、九州産業大学教授。
代表作に、DEA Officeによる埼玉の住宅「Y-House」、佐賀／F邸、ピアニスト夫婦の大家族住居、唐津山・積み木の家（九州作品賞）、N邸、Tビル、コールマイン田川、イデアルコート鉄竜、鳥栖の歯科併用住宅などがある。

## 受賞歴
- グッドデザイン賞15回受賞[2]
- 2002年、第12回福岡県建築住宅文化賞優秀賞（南小倉の住宅）[1]
- 2004年、第14回福岡県美しいまちづくり賞優秀賞[1]（脇田海岸の小住宅）
- 2006年、第16回福岡県美しいまちづくり賞優秀賞[1]（東鳴水の住宅）[1]
- 2008年、第2回建築九州賞住宅部門作品賞 最優秀賞[1]
- 2009年、第3回建築九州賞住宅部門作品賞 最優秀賞[1]
- 2010年、INAXデザインコンテスト銀賞[1]
- 2013年、日本建築家協会優秀建築選100選[2]